# Juan Agustín García
Juan Agustín García (Buenos Aires, 12 de abril de 1862 - íd., 23 de junio de 1923) fue un historiador, sociólogo, jurista y pedagogo argentino.

## Biografía
Su padre, que se llamaba de la misma manera, era juez. Juan Agustín García hijo siguió los pasos de su padre, y obtuvo el título de abogado en 1882, a la temprana edad de 20 años. A partir de ese momento ejerció la docencia en el Colegio Nacional de Buenos Aires. Su primer libro, publicado en 1883, fue "Nociones de Geografía Argentina", obra didáctica destinada a la enseñanza media. En 1884 emprendió un viaje por diversos países europeos y al cabo de casi dos años de ausencia regresó a la Argentina, donde asumió la dirección de la Inspección General de Colegios Nacionales y Escuelas Normales del país, cargo que desempeñó hasta 1892.
Fue designado ministro de Hacienda de la Nación en junio de 1890 por el presidente Miguel Juárez Celman. Se mantuvo en el cargo hasta la renuncia de este, en agosto de ese año, tras la Revolución del Parque, siendo sucedido por Vicente Fidel López.
Luego pasó a ser fiscal en lo criminal. En 1893 fue nombrado juez de instrucción, posteriormente juez en el fuero civil y entre 1902 y 1913 integró la cámara de apelaciones en lo federal.
En la Facultad de Derecho de la Universidad de Buenos Aires, fue catedrático de las materias Introducción a las Ciencias Jurídicas, Sociología, Derecho Público Eclesiástico, Derecho Civil e Introducción al Derecho.
En 1899 publicó una Introducción al Estudio de las Ciencias Sociales Argentinas y en 1900 la que llegaría a ser su obra más famosa, La ciudad Indiana. Fue asimismo catedrático de la Facultad de Derecho de la Universidad de La Plata y de la Facultad de Filosofía y Letras de la UBA. Después de la reforma universitaria de 1918 fue designado interventor de esta última institución, donde continuó ejerciendo la docencia hasta su muerte.
Es considerado uno de los fundadores de la Sociología en la Argentina.
Escribió además ensayos sociológicos y obras de teatro.